# Karolien Goris
Karolien Goris (Koersel, 8 februari 2001) is een Vlaamse zangeres. 
In 2012 werd ze op elfjarige leeftijd de winnaar van het VTM televisieprogramma Belgium's Got Talent. In de finale van het programma, die door 955.000 kijkers live werd bekeken, behaalde ze op basis van stemmen door het publiek en via televoting de eindoverwinning. Op 7 november 2012 tekende ze een platencontract bij Sony BMG. Haar eerste single "This Christmas is For You" verscheen begin december 2012.

## Singles
- This Christmas is For You, 8 december 2012[3]
- No Bitterness Today, 8 maart 2013
- I don't know, 26 juli 2013
- Lightspeed, 22 november 2013